# Dragon Quest: Shōnen Yangus to Fushigi no Dungeon
 (octobre 2019).
Si vous disposez d'ouvrages ou d'articles de référence ou si vous connaissez des sites web de qualité traitant du thème abordé ici, merci de compléter l'article en donnant les références utiles à sa vérifiabilité et en les liant à la section « Notes et références ».
Dragon Quest: Shōnen Yangus to Fushigi no Dungeon (ドラゴンクェスト　少年ヤンガスと不思議のダンジョン, lit. Dragon Quest: le jeune Yangus et le mystérieux Donjon) est un jeu vidéo développé par Cavia en 2006 sur PlayStation 2 pour l'éditeur japonais Square Enix.
Il s'agit d'une préquelle au jeu Dragon Quest VIII.

## Fiche technique
- Character Design : Yuji Horii
- Artiste : Akira Toriyama